# Rolf Burchard

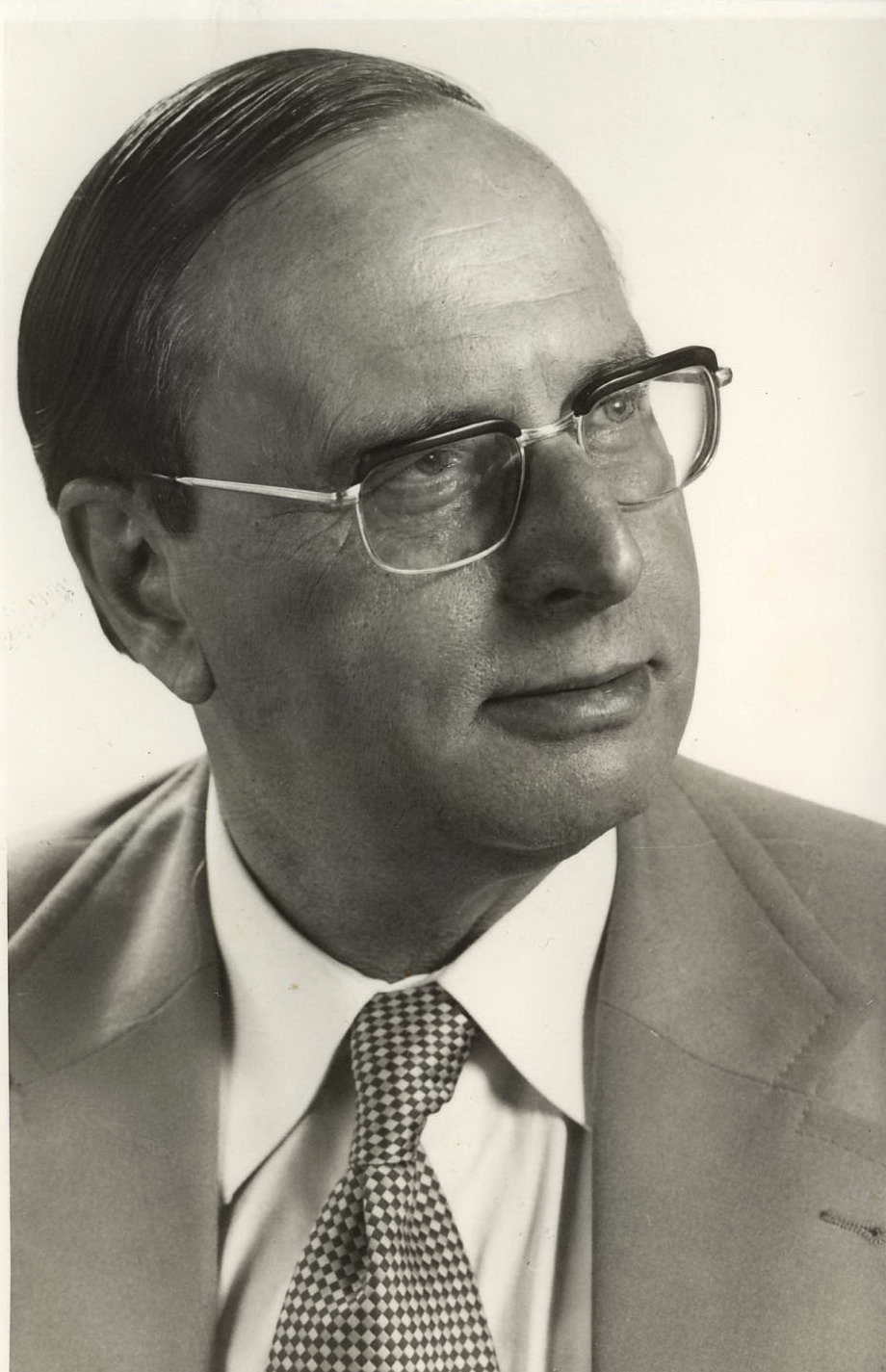
Rolf Burchard

Rolf Burchard (* 16. März 1914 in Zürich; † 28. Juli 1983 in Hof) war ein deutscher Gymnasiallehrer und Maler.

## Leben
Nach dem Abitur in Halle studierte er Kunst und Germanistik an der  Friedrich-Wilhelms-Universität zu Berlin, der Universität Leipzig, der Friedrichs-Universität Halle und der Ludwig-Maximilians-Universität München. 1939 bestand er das Staatsexamen für das höhere künstlerische Lehramt. Am 16. September 1939 heiratete er Ottilie Irene Tiedemann in Schwanensee (Norwischeiten), Landkreis Elchniederung. Aus der Ehe stammen fünf Kinder.
Zur Wehrmacht eingezogen, kämpfte er fünf Jahre im Zweiten Weltkrieg. Mit seiner Frau konnte er aus Ostpreußen fliehen. Er kam nach Bayern und war ab 1946 Kunsterzieher. Als Studienreferendar gehörte er 1947 zu den Gründern der Gruppe Hof im CVJM-Landesverband Bayern. 1952 kam er an das Schiller-Gymnasium Hof. Nachdem seine Frau am 27. Dezember 1976 in Hof gestorben war, schloss er am 18. Juni 1977 in Hof eine zweite Ehe.
Nach Abschluss der Lehrtätigkeit war er freischaffendes Mitglied der Künstlergilde Esslingen. Er engagierte sich im Berufsverband Bildender Künstler (Ober- und Unterfranken, Gruppe Nordfranken). Zu den öffentlichen Aufträgen gehörten die Ausgestaltung von Schulen und Kirchen sowie das Mahnmal der  Deutschen Teilung in Hof. Einzelausstellungen hatte er in Hof, Naila, Münchberg, Erlangen, Rotenburg (Wümme), Kempten, München und Köln. An zahlreichen Gruppenausstellungen war er beteiligt. Über viele Jahre war er Kreis- und Bezirksvorsitzender der Landsmannschaft Ost- und Westpreußen in Bayern e. V. In seinem künstlerischen Werk nehmen Motive aus seiner Wahlheimat Ostpreußen und den  Ostgebieten des Deutschen Reiches breiten Raum ein. Seine Bilder sind daher besonders bei Heimatvertriebenen sehr beliebt.

## Bilder

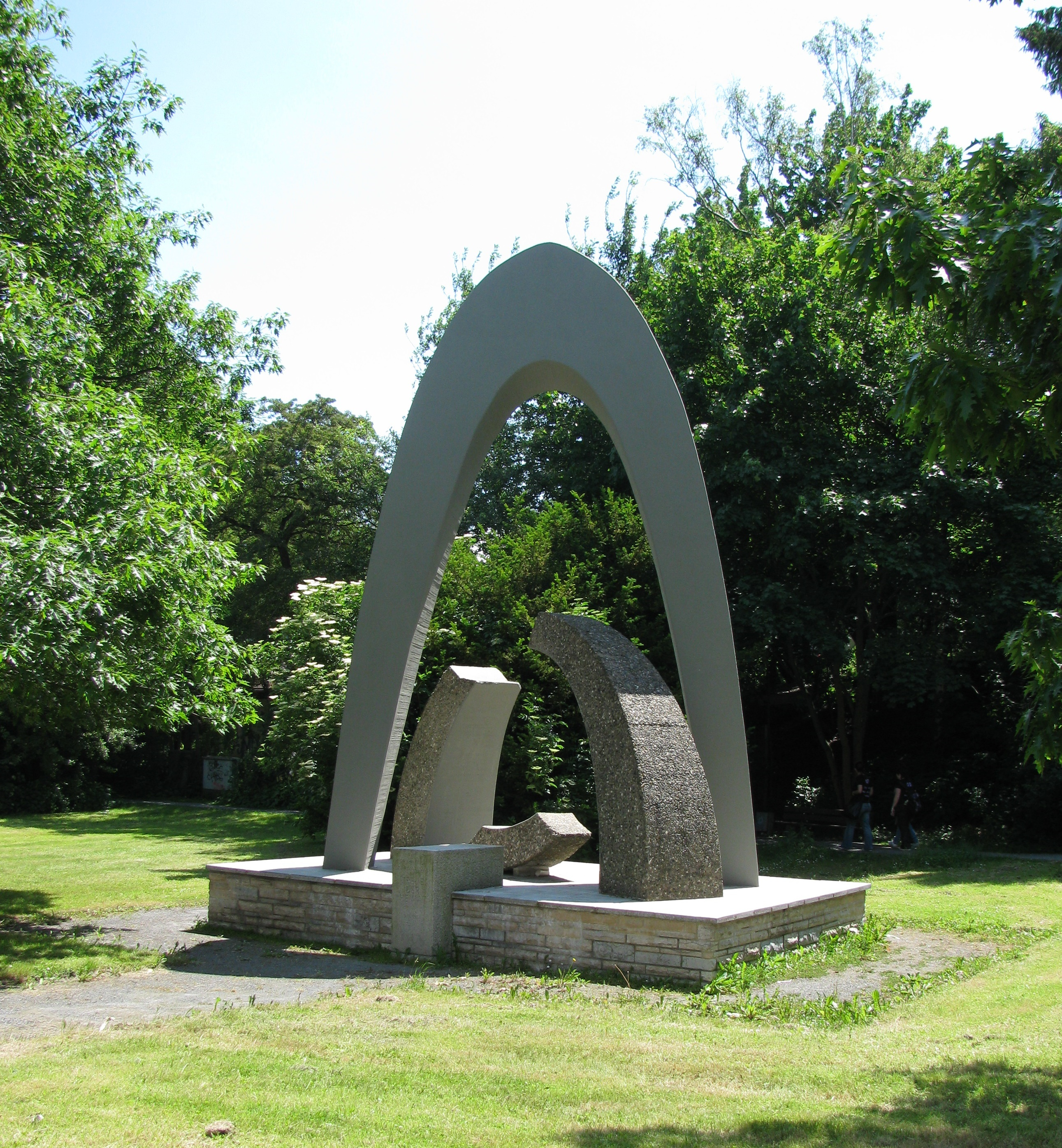
Mahnmal Deutsche Teilung

- Die Marienkirche in Hof, Tempera, 1969, 70 × 50 cm.
- Sturm über den Dünen, Aquarell, 70 × 50 cm.

## Schriften
- Die deutschen Ordenskirchen im Kunstunterricht.
- Rembrandt und Corinth und ihre Selbstbildnisse.

## Ehrungen
- Kulturpreis der Landsmannschaft Ostpreußen (1976)